# Ljudevit Gaj
Ljudevit Gaj (ungarisch

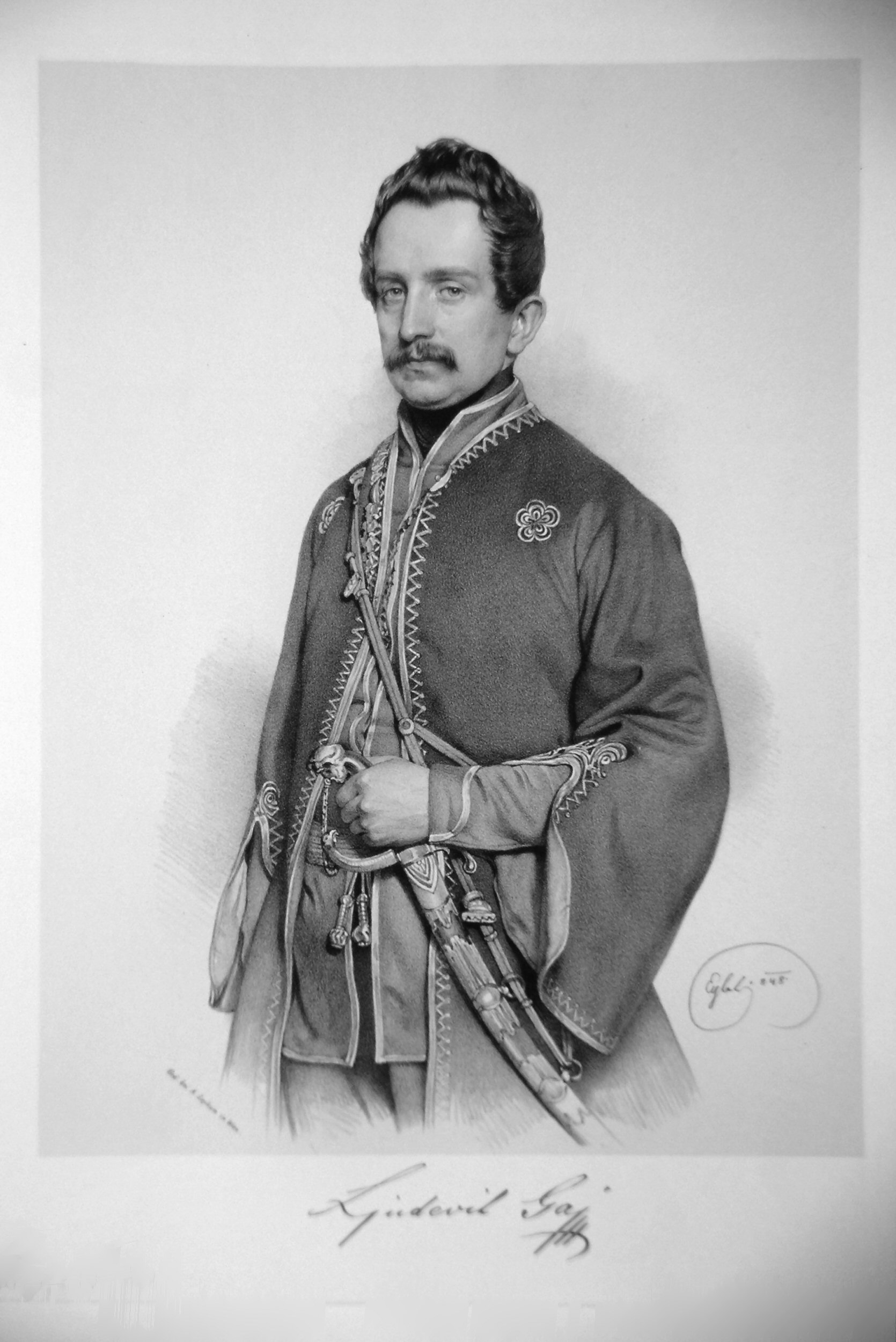
Ljudevit Gaj (Lithographie von Franz Eybl, 1848)

Gáj Lajos; * 8. Juli 1809 in Krapina als Ludwig Gay; † 20. April 1872 in Zagreb) war ein deutschstämmiger Slawist, Philologe, Dichter, Journalist, Schriftsteller und Begründer der kroatischen Schriftsprache. Als Politiker war er der Hauptvertreter des nationalkroatischen Illyrismus.

## Leben

### Herkunft
Er wurde als Sohn des in Krapina ansässigen Apothekers Johann Gay geboren. Die Familie Gay stammte aus der Zips, in die sie in der ersten Hälfte des 17. Jahrhunderts vom Niederrhein oder aus Flandern eingewandert war. Auch seine Mutter Juliane Gay, geborene Schmidt, war deutschstämmig und eine Verwandte des Apothekers Josef Halter aus Varaždin. In der zweiten Hälfte des 18. Jahrhunderts und ersten Hälfte des 19. Jahrhunderts sollen laut Ferdo Šišić beinahe alle Apotheker in Ungarn und Kroatien deutscher Abstammung gewesen sein. Gaj gab in seiner Autobiografie von 1851/1852 an, dass Kroatisch seine Muttersprache gewesen sei. Aber laut seinem Mitschüler Eduard Breier war er der kroatischen Sprache zur Schulzeit nur wenig mächtig. Auch machte er als Gymnasiast seine ersten poetischen Versuche in deutscher Sprache. Der Sohn deutscher Einwanderer schrieb sich zur Jugendzeit Ludwig von Gay (sein Vater nannte sich teils de Gay) und slawisierte später seinen Namen zu Ljudevit Gaj.

### Erstellung einer kroatischen Rechtschreibung

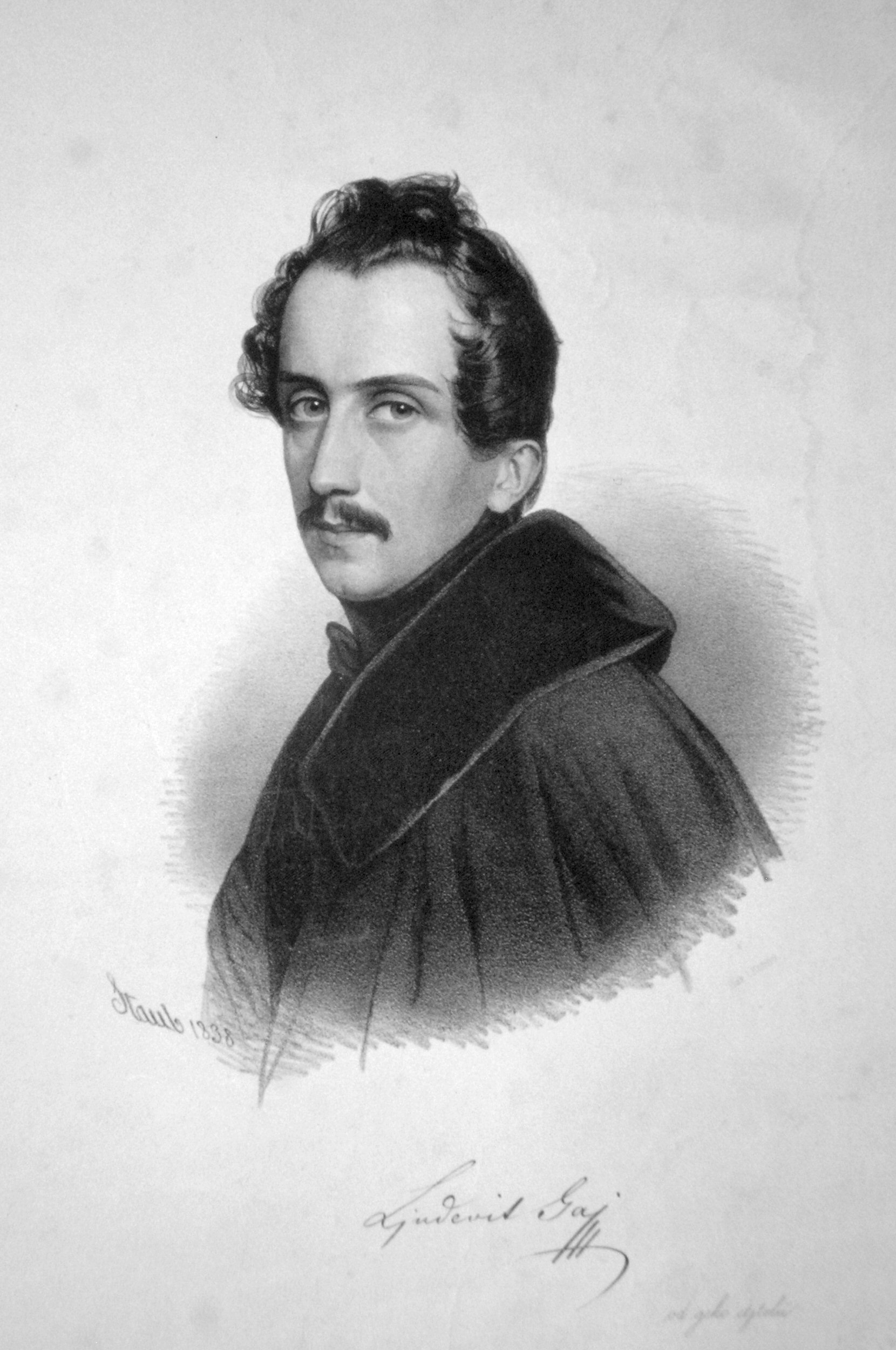
Ljudevit Gaj (Lithographie von Andreas Staub, um 1830)

Gaj erhielt seine Bildung auf verschiedenen ungarischen, österreichischen und deutschen Universitäten. In Pest fasste er, von Ján Kollár angeregt, die Idee durch eine gemeinsame Schriftsprache die lateinisch schreibenden Südslawen zu einem neuen geistigen Leben zu erwecken. Zu diesem Zweck gab er die Schrift Kratka osnova hrvatsko-slavenskoga pravopisanja (Kurze Begründung einer kroatisch-slawischen Rechtschreibung, Ofen 1830) heraus. In Zagreb, wo er seine Studien fortsetzte, sammelte er rasch einen Kreis Gleichgesinnter um sich.
Sein 1833 verfasstes Lied Još Hrvatska ni propala (Noch ist Kroatien nicht verloren) trug viel zur Anregung des Nationalgefühls unter den Kroaten bei. Die Tätigkeit Gajs und seiner Anhänger war gegen den Magyarismus gerichtet.

### Gründung einer Zeitschrift

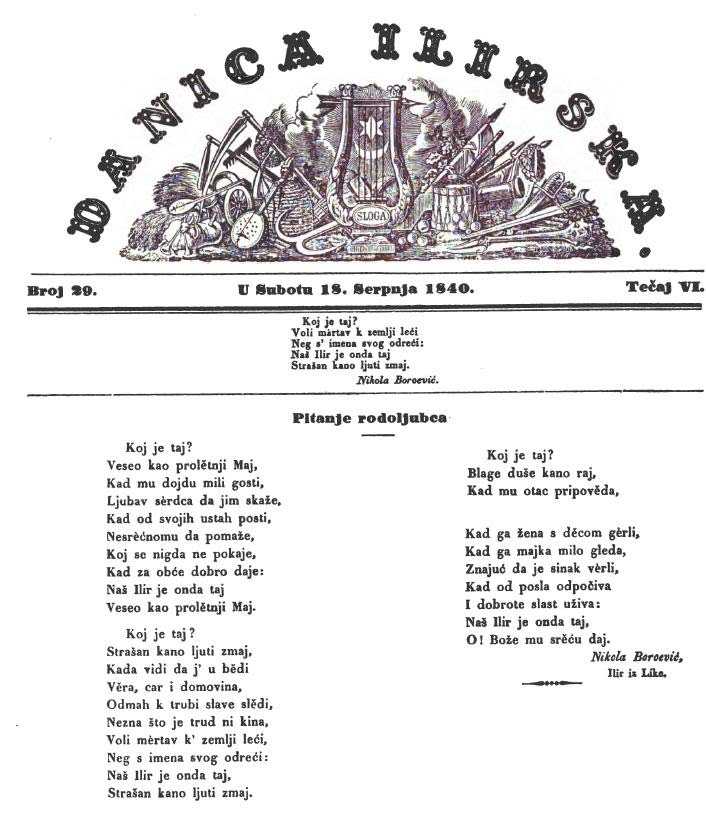
Titelseite der Danica ilirska (1840)

Gaj wurde Doktor der Rechte in Leipzig. Er kehrte, als der nationale Aufschwung nach 1830 auch bei den Südslawen zu Tage brach, in seine Heimat zurück. Dort begründete er 1835 eine Zeitschrift in slawischer Sprache.
Als ihm die ungarische Regierung deren Herausgabe verweigerte, erhielt er die Erlaubnis dazu von Kaiser Franz II. Die Sprache der Zeitung war der am meisten ausgebildete kroatisch-dalmatische Dialekt. Die provinzielle Orthografie wich der gemeinschaftlichen, welche nach Analogie der böhmisch-polnischen mittelst diakritischer Zeichen vereinfacht worden, und an die Stelle der alten schwerfälligen wurden die lateinischen Schriftzeichen, welche das allgemeine Verständnis allgemein erleichterten, gewählt.
Die Zeitschrift hieß anfänglich Nowine horvazke (Kroatische Zeitung), und das unterhaltende Beiblatt Danica horvazka (Kroatischer Morgenstern). Schon im nächsten Jahr änderte man die Titel in Ilirske narodne novine (Illyrische Volkszeitung) bzw. Danica ilirska (Illyrischer Morgenstern). Seit 1838 erschien das Blatt in großer Folge zweimal wöchentlich. Durch diese Blätter erreichte Gaj die Annahme seiner neuen Rechtschreibung von Seiten fast aller römisch-katholischen Südslawen (überwiegend Kroaten und Slowenen) und eine literarische Einheit derselben.

### Die neue Schriftsprache
Um die neu eingeführte und in seinen Werken angewandte Schriftsprache entsprechend verbreiten zu können, erwirkte Gaj im Jahr 1839 von der Regierung die Bewilligung zu einer Druckerei, aus welcher seit dieser Zeit eine Reihe von Schriften hervorging, die teils die wissenschaftliche Begründung der neuen Schriftsprache anstrebten, teils dem geistigen Aufschwung der Südslawen Gelegenheit boten, in der Heimat selbst die Ergebnisse desselben zu veröffentlichen.
Selbstverständlich war der Einfluss ein mächtiger. Schon 1842 entstand die Illyrische landwirtschaftliche Gesellschaft, die im betreffenden Jahr nach dem Muster der Matica srpska ein Organ in  illyrischer Sprache begründete: die Matica ilirska (ab 1874 Matica hrvatska), welche sich zur Aufgabe machte, die Schriftsteller der Dubrovniker (Ragusaner) Schule des 15. bis 18. Jahrhunderts herauszugeben, und mit der Ausgabe der Werke des Ivan Gundulić aus dem 16. Jahrhundert begann.
Später bildete sich auch ein National-Damen-Verein, welcher die Herausgabe und Verbreitung belehrender und moralischer Volksschriften über sich nahm. An der Spitze desselben befand sich Ljudevits Ehefrau Pauline Gaj. Diese literarische Wiedergeburt gestaltete sich allmählich so, dass schon im Jahre 1844 die Illyrische Nationalzeitung auf Befehl der Regierung zu ihrer einstigen Bezeichnung „Kroatisch-slawonische“ zurückkehren musste. Die begonnenen geistigen und literarischen Regungen konnten nicht rückgängig gemacht werden, und der Hass gegen die Magyaren von Seiten der Südslawen mehrte sich.

## Gajs Einfluss

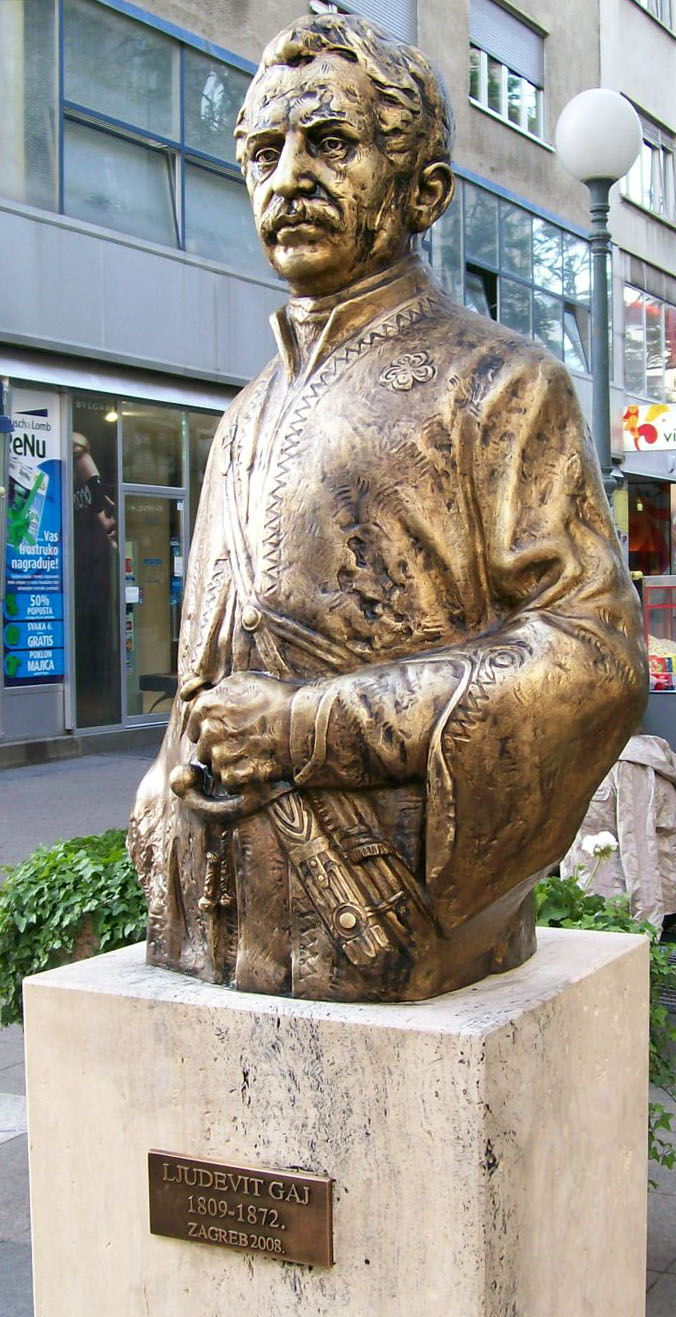
Ljudevit-Gaj-Denkmal in Zagreb
(errichtet 2008)

Mehrmals in den ungarischen Reichstag gewählt, suchte Ljudevit Gaj vergeblich Verständigung mit den Magyaren; ebenso wenig gelang es ihm, eine Einigung mit den griechisch-orthodoxen Südslawen zu erreichen.
Im Jahre 1848 fand sich Gaj mit einer kroatischen Deputation in Wien ein und erhielt die Ernennung zum „Kaiserlichen Rat“. Er erwirkte dort das Recht zur Wahl eines Ban von Kroatien und berief nach seiner Rückkehr nach Zagreb eine Volksversammlung, die Joseph Jelačić von Bužim zum Ban erhob. Nach den reaktionären Märzereignissen geriet er in den Verdacht, derselben Dienste geleistet zu haben.
Das heutige Anwesen des Mirogoj-Friedhofs in Zagreb gehörte früher zum Besitz von Ljudevit Gaj. Aufgrund zu hoher Kosten für die Instandhaltung des riesigen Areals wurde das Mirogoj-Anwesen auf einer öffentlichen Auktion der Stadt Zagreb verkauft. Daraufhin wurden Pläne zur Zusammenlagerung zahlreicher kleinerer Friedhofe der Gespanschaft zu einem zentralen Friedhof konkretisiert.
In seinen letzten Jahren lebte er von allen öffentlichen Beziehungen fern in Zagreb und beschäftigte sich mit dem Sammeln illyrischer Werke, worin er es bereits zu einer sehr ansehnlichen und für den slawischen Sprach- und Geschichtsforscher wertvollen Resultate gebracht hat. Als Schriftsteller beschränkt sich Gajs Tätigkeit nur auf einige Zeitungsaufsätze. Gaj verstarb am 20. April 1872 in Zagreb. Er wurde auf dem Mirogoj-Friedhof in Zagreb beigesetzt.
Gajica
Das kroatische Alphabet (kroatisch Abeceda) wurde erst gegen Ende des 19. Jahrhunderts normiert. Da man sich hierbei jedoch auf Gajs System von 1835 stützte, wird die verwendete Schreibung als Gajica bezeichnet. Die Gajica war auch für die Entwicklung der modernen slowenischen Orthographie maßgeblich.

## Zeitgenössische Quellen
- Ljudewit Gaj und der Illyrismus. In: Jahrbücher für slawische Literatur. 1843, S. 15.
- Ludwig Gaj. In: Hamburger literarische und kritische Blätter. Nr. 149. 1845, S. 1174.
- Rittersberg: Kapesní slovniček (Taschenwörterbuch). I. Bd. Prag 1850, S. 470.
- Neueste Ergänzungen zu Pierers Universal-Lexikon. Altenburg 1855, S. 334. [Berichtet: „Seine Agitation gegen die Magyaren setzte er fort, bewirkte die Beschickung des Slawenkongresses in Prag durch südslawische Deputierte. Da er später für seinen Plan auch in Serbien zu wirken suchte, wurde er Ende 1853 in Agram verhaftet und nach Wien gebracht.“]
- Bibl.-statist. Übersicht der Liter. des öst. Kaiserstaates. III. Ber., Marg. 35315, S. 1076.
- Brockhaus: Konversations-Lexikon. 10. Aufl. VI. Bd. S. 467.
- Meyer: Das große Konversations-Lexikon. III. Bd. Suppl. Bibl. Inst., Hildburghausen 1845, S. 876.
- Nouvelle Biographie générale … publiée sous la diretion de Mr. Le Dr. Hoefer. XIX. Bd. Paris 185? Sp. 199.
- Constantin von Wurzbach: Gaj, Ljudevit. In: Biographisches Lexikon des Kaiserthums Oesterreich. 5. Theil. Verlag der typogr.-literar.-artist. Anstalt (L. C. Zamarski & C. Dittmarsch.), Wien 1859, S. 58 (Digitalisat).